# Citerne de Mocius

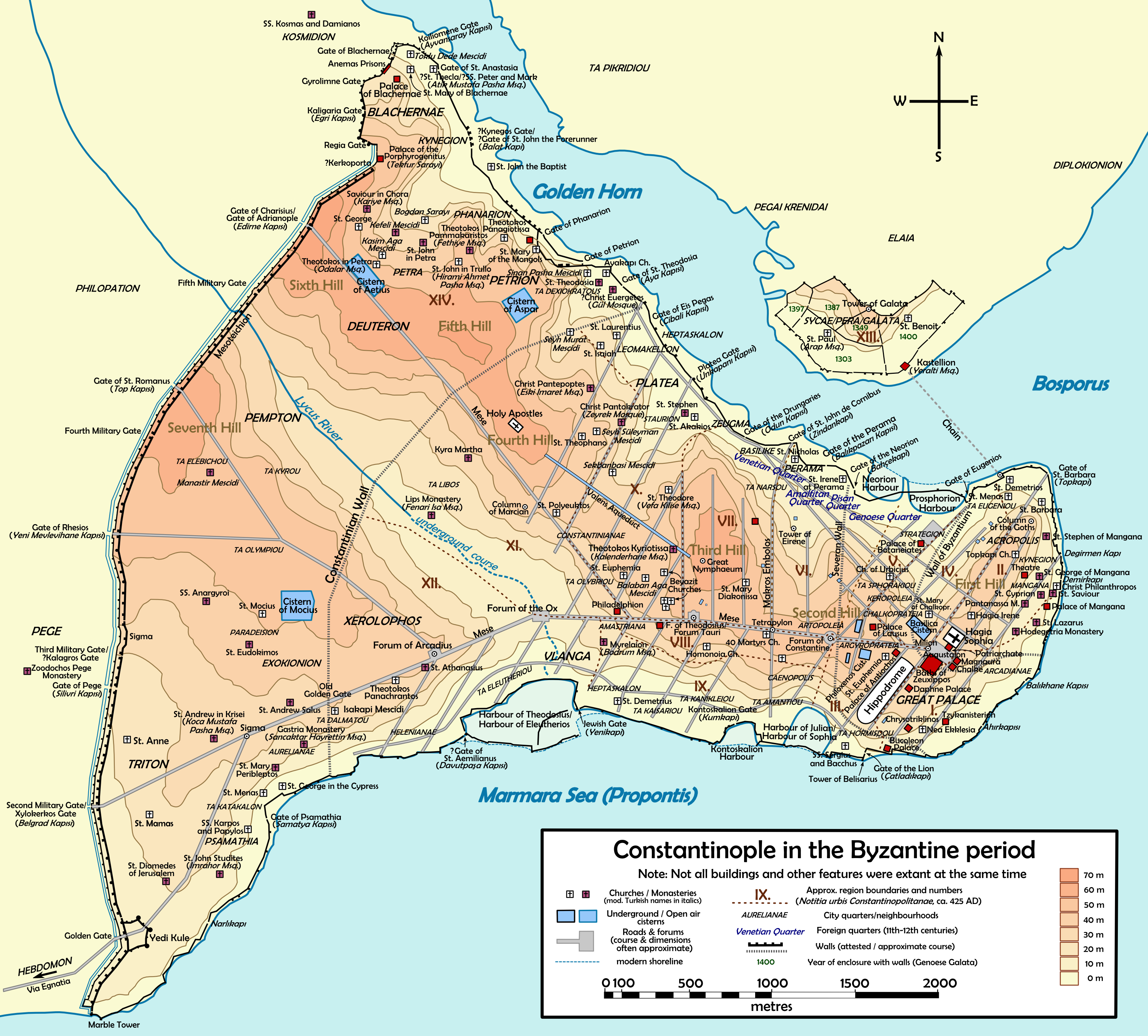
Carte de Constantinople. La Citerne de Mosius est située à l’ouest de la ville, sur le plateau sud de la septième colline.

La Citerne de Mocius  (en grec : κινστέρνη τοῦ Μωκίου) ou Citerne de Saint-Mocius, connue en turc sous le nom de Altımermer Çukurbostanı (litt : jardin souterrain d' Altimermer  [des sept marbres]), était la plus grande des quatre citernes à ciel ouvert de l’ancienne Constantinople,.

## Emplacement
La citerne est située dans le quartier Alitimermer (partie européenne d’Istanbul) et le mahalle de Seyyid Ömer, au nord-est de la mosquée Seyyid Ömer, entre Ziya Gökalp Sokak au nord et Cevdet Paşa Caddesi au sud. Elle se trouve sur la partie la plus élevée de la septième colline d’Istanbul et surplombe la mer de Marmara.

## Histoire

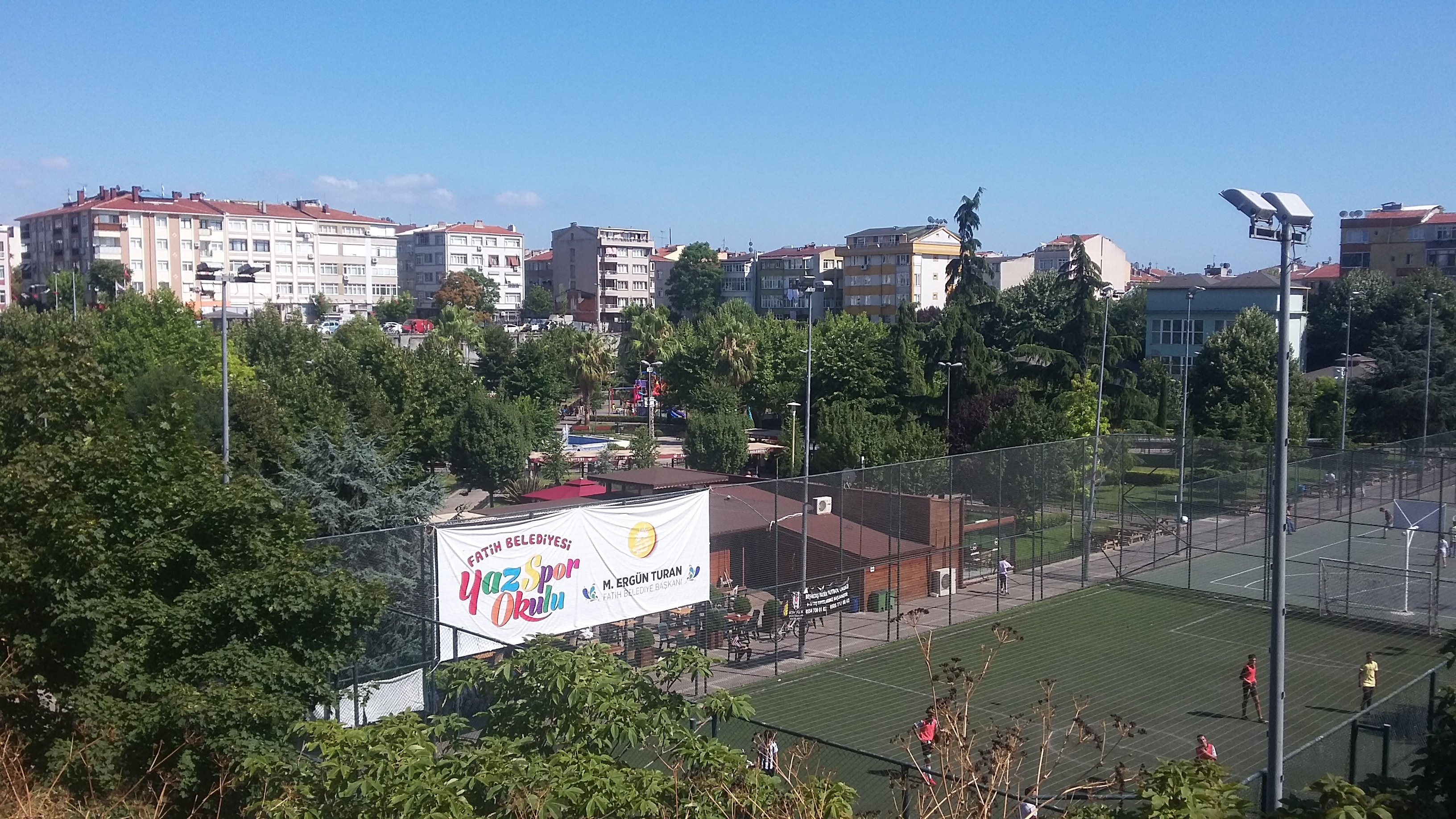
La citerne est aujourd'hui utilisée comme terrain de sport. Seuls des pans de mur sont encore visibles.

Selon la Patria de Constantinople la construction de la citerne de Mocius, dans la douzième région de Constantinople eut lieu sous l’empereur Anastase Ier (r. 491 – 518). Son nom fait référence à la grande église de saint Mocius  qui était située dans l’angle sud-est de la citerne . Érigée juste à l’extérieur du mur de Constantin qui formait la limite terrestre originelle de la ville, elle fut construite pour alimenter en eau les quartiers érigés entre le mur de Constantin et le mur de Théodose, construit après que la ville se soit agrandie au Ve siècle. Écrivant après la conquête de Constantinople par les Ottomans en 1453, Pierre Gilles, érudit français de la Renaissance et grand voyageur, constatait en 1540 que le réservoir était vide.  Pendant la période ottomane, comme son nom turc de Çukurbostan (jardin souterrain) l’indique, la structure était utilisée comme jardin potager, utilisation qui perdura jusqu’à la fin du  XXe siècle. Depuis 2014, toutefois, sa vocation est devenue celle d’un « parc éducatif » (en turc : Fındıkzade Eğitim) pour le district Fatih , .

## Description
De dimension rectangulaire, la citerne mesure 170 mètres de longueur sur 147 mètres de largeur et couvre une surface de 25 000 mètres carrés, ce qui en fait la plus grand citerne jamais construite à Constantinople. On ignore quelle en était la profondeur exacte, le fond ayant été recouvert de terre, mais devait se situer entre 10,50 et 15 mètres de profondeur dont de 2 à 4 mètres sont encore visibles,,. Le réservoir pouvait contenir de 0.260 à 0.370 millions de mètres cubes d’eau. Ses murs avaient quelque 6 mètres d’épaisseur. Une partie de ceux-ci, encore visibles, montrent l’utilisation de la technique de construction romaine dite opus listatum, consistant à alterner rangées de briques et de pierres, en un motif élégant que l’on retrouve dans les citernes d’Aetius et d’Aspar.